# Creu de terme de Camarasa
La creu de terme de Camarasa és una creu de terme del municipi de Camarasa (Noguera), situada a les portes del cementiri municipal. Està inclosa a l'Inventari del Patrimoni Arquitectònic de Catalunya.

## Història
La creu s'aixecava al costat mateix de la carretera, poc abans arribar a Camarasa, i va ser traslladada davant del cementiri. Diu la tradició que aquesta creu assenyala el terme fins allà on pogueren arribar els alarbs (sarraïns) a l'envair la contrada.

## Descripció
El basament de la creu data del segle XVI. Està format per una plataforma vuitavada, sobre la qual s'aixeca un podi també octogonal, d'estil gòtic. Cada cara presenta decoracions en baix relleu d'arcs trilobats, alternant losanges que contenen un escut amb armes parlants. Sobre un petit sòcol poligonal s'alça el fust de ferro colat, octogonal i estret, rematat per un capitell anellat amb motllures. Segons el segell de foneria, els elements arquitectònics de ferro colat van ser realitzats a la foneria dels "Hermanos Beltran de Barcelona". La creu pròpiament dita data de 1886, és posterior al conjunt del basament. També és de ferro colat i presenta decoracions geomètriques. Els braços i la cúspide són rematades per figures romboïdals als seus extrems, acabades en punta.